# Lycophidion taylori
Espèce
Lycophidion taylori est une espèce de serpents de la famille des Lamprophiidae. 

## Répartition
Cette espèce se rencontre dans le sud de la Somalie, au Tchad, en République centrafricaine, au Sénégal, en Éthiopie et en Tanzanie.

## Étymologie
Cette espèce est nommée en l'honneur du colonel R. H. R. Taylor, qui a collecté les premiers spécimens.

## Publication originale
- Broadley & Hughes, 1993 : A review of the genus Lycophidion (Serpentes: Colubridae) in northeastern Africa. Herpetological Journal, vol. 3, n. 1, p. 8-18.